# 4 Schlüssel
4 Schlüssel ist ein deutscher Kriminalfilm aus dem Jahr 1965 des Regisseurs Jürgen Roland. 

## Hintergrund
Der Film wurde in Schwarzweiß gedreht. Er entstand nach der Romanvorlage von Max Pierre Schaeffer. Schaeffer hatte die Idee zu dieser Geschichte nach einem wirklichen Fall in der Schweiz. Zu jener Zeit war es bei Banken üblich, dass sich ein Tresor nur mit vier Schlüsseln öffnen ließ. Jeder dieser Schlüssel wurde einer Vertrauensperson gegeben. So sollte vermieden werden, dass man den Tresor öffnen kann, wenn man nur eine Person in seine Gewalt bringt.
Eine Bande überwältigte in Zürich den Bankier einer Bank und zwang ihn, alle Schlüsselträger zu sich nach Hause zu rufen. Einer der Schlüsselträger schöpfte Verdacht und kam mit einem Detektiv. Die Bande floh daraufhin mit dem Bankier und erschoss diesen während der Flucht.
Max Pierre Schaeffer überlegte sich, wie die Sache abgelaufen wäre, wenn die Täter intelligenter gewesen wären. In dem Film geht es außerdem darum, wie sich Personen verhalten, wenn sie mit der Waffe bedroht werden.

## Handlung
In einer Hamburger Bank werden über das Wochenende 3,5 Millionen Deutsche Mark im Tresor eingelagert. Bankier Eduard Rose freut sich auf die Ankunft seiner Tochter Silvia Rose, die aus Wien, wo sie studiert, nach Hause kommen will. Die Sekretärin Frau Quinn bekommt ein Telegramm übermittelt, nach dem Silvia schon am Mittag am Flughafen eintreffen würde. Eduard Rose macht sich also auf den Weg nach Fuhlsbüttel, wo er seine Tochter abholen will. Stattdessen taucht dort eine Franziska auf, die behauptet, eine Kommilitonin von Silvia zu sein, die diese für das Wochenende eingeladen habe, und dass die Tochter einen späteren Flug aus Frankfurt nehmen würde.
Eduard Rose, der keinen Verdacht schöpft, fährt mit Franziska zu seiner Villa, in der gerade ein Techniker das Telefon überprüft, das angeblich defekt sein soll. Schnell offenbart sich der Techniker als Verbrecher und Franziska ebenfalls, die die Haushälterin inzwischen im Bad eingesperrt hat.
Kurze Zeit später trifft auch der Chef der Gruppe, Alexander Ford, ein. Herr Ford erklärt charmant, aber unerbittlich, worum es ihm und seinen Leuten geht: Er will die 3,5 Millionen DM aus dem Tresor und dazu braucht er die vier Schlüsselträger.
Diese vier Personen herbei zu bekommen, erweist sich als nicht so einfach, zumal ein Teil der Personen die Schlüssel nicht bei sich trägt. Am einfachsten erscheint es, an Herrn Thilo heranzukommen, der auch der Verlobte von Silvia Rose ist. Er gibt unumwunden zu, dass sich der Schlüssel in seiner Wohnung in einer Kassette befindet.
Frau Wohlers wird bei einem Rendezvous abgefangen und muss zugestehen, dass ihr Vater den Schlüssel aufbewahrt. Dieser wird bei dem Versuch, vor den Verbrechern zu fliehen, erschossen. Herr von Brenken, der das Wochenende mit seiner Sekretärin Frau Quinn verbringt, wird durch das Einleiten von Motorabgasen in den Keller des Jagdhauses, in dem er sich mit seiner Geliebten verschanzt hat, gezwungen, die Tür zu öffnen. Der taubstumme Phillip wird von von Brenken von hinten erschossen, als er den Tresorschlüssel triumphierend hochhält, nachdem er ihn von Brenken entwendet hat. Richard Hiss, der vierte Schlüsselträger, wird beim Pferderennen abgefangen. Da er ein paar Geldscheine veruntreut hat, geht er dadurch in die Falle, dass er in dem Gangster einen Zivilbeamten oder Detektiv vermutet.
Zusammen mit Rose, seiner Tochter und Richard Hiss gelangen die Gangster in die Bank und überwältigen den Nachtwächter Anton Merk. Hiss und Merk sollen das Geld aus dem Tresor in den Wagen bringen. Als Merk bei einer Gelegenheit die Flucht ergreift, wird er von Ford verfolgt und erschossen. Merks Enkel, der die Nacht bei seinem Großvater verbringt, macht Passanten auf sich aufmerksam, sodass diese die Polizei holen. Als ein Teil der Täter flieht, geraten sie in ein Gefecht mit der Polizei, bei dem ein Täter und ein Polizist sterben.
Am Ende verschafft sich Alexander Ford durch die Geiselnahme von Silvia Rose einen freien Weg und will mit dieser in einem PKW flüchten. Völlig überraschend springt der Bankangestellte Richard Hiss vor das Auto und vereitelt so die Flucht. Hiss wird dabei getötet.

## Kritiken
„Spannende Kriminalunterhaltung im dicht-reportagehaften Stil.“

„Die mehr literarische Konstruktion des Unternehmens wird durch den Reportagestil des «Stahlnetz»-Regisseurs Roland zwar nur unvollkommen glaubhaft, doch regen die verschiedenen Verhaltensweisen der Beteiligten zum Überdenken an. Ab 16 gut möglich.“

## Sonstiges
- Jürgen Roland spielt eine winzige Rolle in der Gepäckausgabe.
- Uwe Nettelbeck, Kritiker der filmkritik, schätzte Rolands Filme immer sehr gering ein. Im Film heißt ein Kolonialwarenhändler Nettelbeck.
- Wie häufig in seinen Filmen baut Jürgen Roland tagesaktuelle Ereignisse (hier aus dem September 1965) dokumentarisch mit in den Film ein, insbesondere die Ankunft der Rolling Stones am Hamburger Flughafen und den Wahlkampf zur Bundestagswahl 1965. Auch das 5:0 des HSV gegen Mönchengladbach im September 1965 wird erwähnt.
- Als Villa von Eduard Rose wird eine heute als Eventlocation (Elblounge) genutzte Villa in der Elbchaussee 486 in Hamburg gezeigt.